# Eucera cypria
Eucera cypria là một loài Hymenoptera trong họ Apidae. Loài này được Alfken mô tả khoa học năm 1933.